# Убийство Владислава Листьева
Убийство известного советского и российского журналиста Владислава Листьева произошло вечером 1 марта 1995 года в Москве в подъезде жилого дома на улице Новокузнецкая. На момент убийства Листьев занимал пост генерального директора ОРТ. Убийство стало одним из наиболее громких в России и не раскрыто до сих пор.
К 2006 году в уголовном деле было уже 200 томов. Расследование вели несколько оперативных групп, но несмотря на многочисленные заявления правоохранительных органов о том, что дело близко к раскрытию, ни убийцы, ни заказчики не были найдены; по некоторым предположениям, из-за давления властей в конце 1990-х годов. 3 апреля 2006 года и 21 апреля 2009 года Генпрокуратура РФ дважды приостанавливала предварительное следствие по уголовному делу, однако по состоянию на 2025 год дело не прекращено.
К 2020 году ключевые участники следствия, бывший генеральный прокурор РФ Юрий Скуратов и бывший руководитель следственной группы Генеральной прокуратуры Пётр Трибой (1956—2021) объявили, что им известны и заказчик, и организатор, и исполнители преступления, однако они не могут быть названы публично, поскольку дело до суда не дошло.

## Убийство

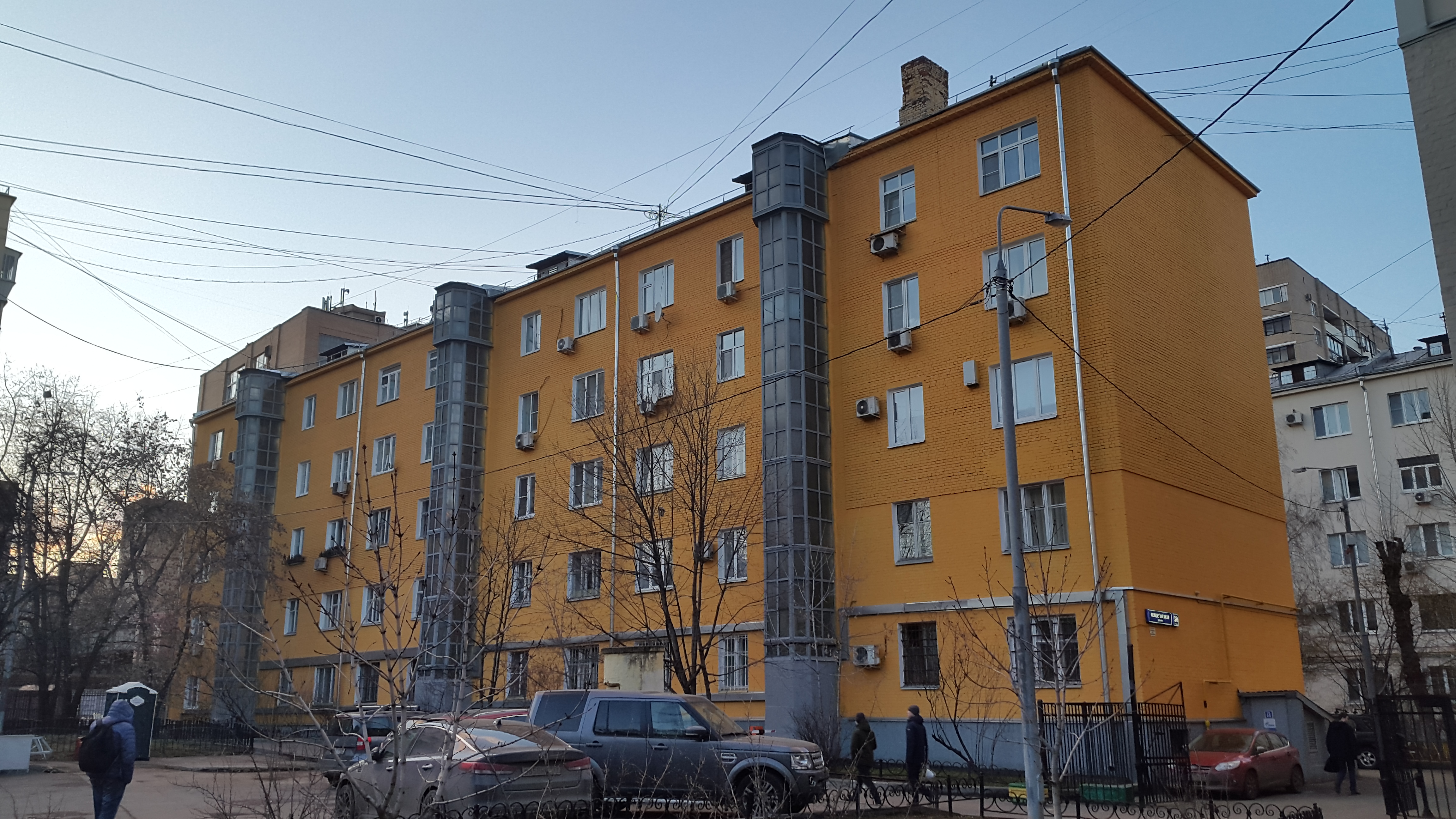
Дом, где жил и был убит Влад Листьев

Владислав Листьев получал угрозы при жизни. Ему звонили по телефону и в прямой эфир, неоднократно угрожали. К нему в кабинет приходили странные личности, в подъезде его дома толпились посторонние люди. Городской телефон в его доме часто отключался, Листьеву приходилось пользоваться мобильным, который, предположительно, кем-то прослушивался. Листьев предполагал опасность, однако, несмотря на угрозы, он так и не обзавёлся личной охраной.
Вечером 1 марта 1995 года, приблизительно в 21:00, при возвращении со съёмок программы «Час пик» Владислав Листьев был убит в подъезде своего дома на Новокузнецкой улице, 30, стр. 2. Оба выстрела произведены сзади, в момент, когда Листьев поднимался по лестнице. Первая пуля попала в правое предплечье; вторая — в голову, за левым ухом, это проникающее ранение оказалось мгновенно смертельным. Спустя 9 минут жильцы дома обнаружили тело телеведущего. Дежурный 47-го отделения московской милиции И. Чабан заявил журналисту программы «Время» Константину Точилину, что сообщение об убийстве Листьева поступило в 21:25. На месте убийства в первом подъезде между первым и вторым этажом было обнаружено 2 гильзы от двух разных пистолетов; по наиболее вероятной версии, стреляли двое преступников. Ценности, мобильный телефон «Motorola» и большая сумма наличных (около 1 тыс. долларов), имевшиеся у Листьева, остались нетронутыми, что позволило следователям предположить, что убийство связано с профессиональной деятельностью телеведущего. Видеокамер на доме и в подъезде не было.
В 2020 году материалы следственного дела были впервые показаны журналистам — только государственного телеканала «Россия».
В феврале 2020 года следователь Пётр Трибой заявил, что убийство было совершено на 30 минут позже, чем утверждалось ранее.

## Реакция
«Пожалуй, на этот раз наступила растерянность. Растерянность потому, что уму непостижимо: за что? Ясно одно, что не за то, что он делал, а за то, что, видимо, не хотел делать»
События вокруг смерти и похорон Листьева сопровождались широким общественным резонансом. Уже в 22:25 в эфире программы «Сегодня» телеканала НТВ было сообщено о произошедшем убийстве. 2 марта все центральные российские телеканалы приостановили вещание. Весь день на экранах страны был портрет генерального директора ОРТ с сопроводительной надписью внизу: «Владислав Листьев убит». В эфир выходили только выпуски новостей, а также видеосюжеты в память о Листьеве. Никакое более событие в современной истории России не стало причиной полной отмены эфира всех российских телеканалов. Вечером траурный эфир одновременно на всех телеканалах продолжил в 19:00 «Час пик», посвящённый жизни и творческой деятельности Листьева. Следом в 19:25 в прямом эфире из концертной студии «Останкино» и студии программы «Час пик» вышла программа памяти Листьева «Час пик России» с известными журналистами, политиками, артистами. В памятных мероприятиях участвовали Николай Сванидзе, Юрий Николаев, Андрей Разбаш, Дмитрий Киселёв, Валерий Комиссаров, Дмитрий Дибров, Эдуард Сагалаев, Анатолий Лысенко, Борис Ноткин, Иван Демидов, Людмила Гурченко, Михаил Горбачёв, Артём Боровик, Егор Яковлев и многие другие. Прямой эфир вели — Евгений Киселёв и Сергей Доренко. Ранее днём заявление по поводу убийства сделал Президент России Борис Ельцин:
Произошла трагедия… Трагедия для коллектива «Останкино», для всех журналистов России, для всей России. Трагедия бандитского убийства — трусливого, злобного — убийства одного из талантливейших телевизионщиков.
3 марта состоялась траурная панихида, гроб с телом был выставлен в концертном зале «Останкино». Похороны состоялись 4 марта на Ваганьковском кладбище.
Через несколько дней после убийства от своих должностей указом президента Бориса Ельцина были освобождены начальник ГУВД Москвы В. Панкратов и прокурор Москвы Г. Пономарёв.

## Следствие
Уголовное дело было возбуждено вечером 1 марта Московской городской прокуратурой, однако уже на следующий день передано для расследования в Генпрокуратуру.
Следствием по делу об убийстве Владислава Листьева руководили:
1. С марта по август 1995 года — следователь по особо важным делам Генпрокуратуры Борис Уваров. Он возглавлял следственную бригаду из около 25 следователей и оперативного сопровождения.
2. С августа того же года по октябрь 1997 года — следователь по особо важным делам ГП Владимир Старцев.
3. С октября 1997 года по сентябрь 2000 года — следователь по особо важным делам ГП Петр Трибой[17], который работал в составе бригады с августа 1995 года.
4. С сентября 2000 года по начало 2006 года — следователь по особо важным делам ГП Александр Горбунов. Его следственная группа не делилась со СМИ данными о расследовании убийства.
5. С 2006 по апрель 2009 года — неизвестно

В адрес следователей неоднократно высказывались угрозы (так, у Петра Трибоя в 1998 году была подожжена дверь его дома). Следствию постоянно создавались помехи, дело пробовали выкрасть, а следователей пытались скомпрометировать. По словам следователя Бориса Уварова, которому в 1995 году поручили расследование убийства Листьева, когда он доложил и. о. генерального прокурора Алексею Ильюшенко, что дело практически раскрыто, и попросил подписать ряд санкций на аресты и обыски подозреваемых, тут же был насильно отправлен в отпуск.
21 апреля 2009 года следствие по делу Листьева было вновь приостановлено в связи с невозможностью установить лицо, которое должно быть привлечено к уголовной ответственности. В Следственном комитете при прокуратуре считали, что перспективы дела об убийстве Листьева выглядели «туманными», так как некоторые фигуранты этого дела были мертвы.
В 2016 году следователь Трибой выпустил книгу «Убийство Листьева. Расследование, ставшее неактуальным», а в 2020 году дал интервью для документального фильма Алексея Пивоварова, где пояснил, что заказчик, организатор и исполнители убийства Листьева ему известны, однако по причинам процессуального характера и вследствие того, что дело до суда не дошло, он не вправе публично назвать их имена.

### Подозреваемый № 1: Борис Березовский

#### Версия Пола Хлебникова
В 1996 году в журнале «Forbes» появилась статья «Крёстный отец Кремля», в которой Пол Хлебников высказал мнение, что один из главных создателей ОРТ, зампред совета директоров и фактический распорядитель телеканала Борис Березовский замедлил выплату неустойки Листьевым рекламному посреднику Сергею Лисовскому. Согласно статье, ситуация «определённо выглядит» так, что Березовский заправляет основателями преступных сетей в России. Березовский подал в суд на журнал, а впоследствии отозвал свой иск по согласию с ответчиком, опубликовавшим опровержение собственных слов об ответственности Березовского за убийства Листьева, за любые другие убийства, а также описания Березовского как босса мафии.
В 2000 году Хлебников выпустил книгу «Крёстный отец Кремля Борис Березовский, или История разграбления России», где излагал свою точку зрения на деятельность Березовского.
Хлебников утверждал в своей книге, что первоначально идея приватизации Первого канала принадлежала Владу Листьеву. Будучи ведущим продюсером канала и автором идеи его приватизации, Листьев был основной кандидатурой на пост руководителя новой компании. Согласно Хлебникову, руководство «ЛогоВАЗа» проталкивало на эту должность союзницу Березовского — продюсера Ирену Лесневскую. Однако генеральным директором был назначен всё-таки Листьев, а Березовского назначили зампредом Совета директоров.
Хлебников цитировал Александра Коржакова, утверждавшего, что приватизация Первого канала состоялась зимой 1995 года, и что Березовский продал акции вне конкурса структурам предпринимателей, удобных ему. Поскольку по российскому закону приватизация должна проводиться через публичный аукцион, ОРТ с формальной точки зрения приватизировали незаконно. Согласно Хлебникову, Березовский оказал предпочтение банкам «Менатеп», «Столичный», «Альфа-Банк», «Национальный кредит», «Газпромбанк» и «Национальный фонд спорта». Хлебников утверждал, что Березовский отказал соперничавшим с его интересами банкам «Петрокоммерц» (опорному банку «Лукойла»), «Онэксим-банк» и «Инкомбанк».
По данным Хлебникова, общий акционерный капитал ОРТ составил 2 миллиона долларов. Компании Березовского купили 16 процентов акций. Березовский контролировал помимо этого ещё 20 процентов. Согласно Хлебникову, вложив около 320 тысяч долларов, Березовский приобрёл контроль над основным российским телеканалом, а государство получило 51 процент акций. Хлебников утверждал, что переговоры Листьева с главой «Рекламы-холдинга» Лисовским затянулись. Предполагалось, что государство, имея контрольный пакет акций, будет продолжать делать массовые вливания в бюджет телекомпании.
Сразу после приватизации ОРТ генеральный директор Листьев решил сосредоточиться на деятельности, из-за которой канал недополучал миллионы долларов: продаже рекламного времени. Он начал вести переговоры с главой «Рекламы-холдинга» Сергеем Лисовским. Рекламный магнат, по всей видимости, предложил заплатить ОРТ отступные за право распоряжаться рекламой на канале и тем самым сохранить единоличный контроль. За 9 дней до убийства, 20 февраля 1995 года, Листьев ввёл временный мораторий на все виды рекламы, пока ОРТ не разработает новые «этические нормы». Вводя мораторий, Листьев отменил договорённости с посредниками, действовавшие до его назначения гендиректором, и временно прекратил показ рекламы на телеканале. Коржаков утверждал, что «отмена рекламы (на ОРТ) означала лично для Березовского и Лисовского потерю миллионных прибылей».
Хлебников утверждал, что, по сообщению аналитической службы «Онэксим-банка», запрет Листьева на рекламу на ОРТ объяснялся тем, что он добивался более выгодных предложений за право распоряжаться рекламой на ОРТ. Лисовский предложил ОРТ 100 миллионов долларов в конце года, но Листьев рассчитывал на 170 сразу.
Хлебников писал, что Березовский вёл в то время переговоры с несколькими преступными группировками, и что в начале 1995 года сидевший в тюрьме бандитский авторитет заявлял о получении просьбы убить Листьева от помощника Березовского, заместителя гендиректора ОРТ Бадри Патаркацишвили. Согласно данным из книги Хлебникова, 28 февраля, за день до убийства Листьева, Березовский встретился с вором в законе по имени «Николай» и передал ему 100 тысяч долларов наличными. Согласно Хлебникову, Березовский утверждал, что передал деньги «Николаю» для того, чтобы найти виновных во взрыве его машины у здания «ЛогоВАЗа» прошлым летом. Хлебников писал, что Березовский встречался с вором в законе в присутствии двух сотрудников РУВД и велел двум своим агентам из службы безопасности записать встречу на видеоплёнку, «чтобы доказать, что его шантажируют».
Согласно книге Хлебникова, в результате видеообращения руководителей расследования прокурора Москвы Геннадия Пономарёва и его заместителя уволили, а милиции приказали оставить «ЛогоВАЗ» и Березовского в покое. Хлебников цитировал Коржакова, утверждавшего, что Березовский «открыто использовал свои политические связи, чтобы избежать положенного по закону допроса». Березовский скрывал от следователей и общественности, что он встречался с Листьевым в доме приёмов «ЛогоВАЗа» (300 м от дома, где жил Листьев) накануне убийства, с вечера 28 февраля до 3 утра 1 марта. Этот факт подтвердили затем и другие свидетели, но содержание последнего разговора Березовского и Листьева за несколько часов до убийства до сих пор неизвестно. Следствие предполагало, что существовала скрытая аудиозапись последней встречи Березовского и Листьева, однако получить её не удалось. Во второй половине дня 1 марта (когда вечером произошло убийство) и до 2 марта Березовский находился в Лондоне, 3 марта он присутствовал на гражданской панихиде по Листьеву в Останкине.
Бывший генеральный прокурор Юрий Скуратов:«"Роль Березовского очень неоднозначна. Я могу сказать, что он в курсе, конечно, был этих событий, в том числе и готовящихся. Поскольку он не случайно улетел накануне убийства, создавая себе алиби... Но он все же не играл, собственно, главной роли здесь».
3 марта 1995 года в 3 часа дня, когда Березовский вернулся с панихиды в здание «ЛогоВАЗа», там было много милиционеров из РУОПа и сотрудников ОМОН. Они предъявили ордер на обыск и разрешение на допрос Березовского как свидетеля по делу Листьева. Олигарх потребовал объяснений, а его охрана (с оружием в руках ею предводительствовал сотрудник Федеральной службы контрразведки (ФСК) Александр Литвиненко) не пропускала милиционеров. Противостояние продолжалось до полуночи. В конце концов руоповцы попросили Березовского и его помощника Патаркацишвили подъехать в отделение милиции на допрос. Хлебников утверждал, что Березовский позвонил исполняющему обязанности генерального прокурора Алексею Ильюшенко, и тот приказал снять показания с Березовского и Бадри в офисе «ЛогоВАЗа», а не в отделении милиции. В итоге допрос и обыск в здании «ЛогоВАЗа» тогда так и не были проведены, а записи переговоров с участием Березовского и Листьева затем исчезли.
В декабре 2012 года Следственный комитет РФ сообщил журналистам, что причастность Березовского к убийству Листьева не нашла подтверждений.
Занимавший на момент убийства Листьева пост директора ФСК Сергей Степашин также считает Березовского заказчиком данного преступления.

#### Мнение коллег
Коллегами Листьева по ОРТ высказывались противоположные мнения о причастности Березовского к убийству Листьева.
Наставник убитого Владимир Мукусев, говоря об убийстве, причастность Березовского к преступлению отрицает, в марте 2010 года, когда исполнилось 15 лет со дня гибели Листьева, его коллега выступил с интервью «Влад, вы рано или поздно перестреляете друг друга».
Бывший ведущий программы «Взгляд» Дмитрий Захаров, напротив, в августе 2018 года выражал уверенность, что убийство Листьева заказал Березовский из-за упущенных доходов от рекламы.
Но Александр Политковский не согласился со словами коллеги, сказав, что «не верит в версию Захарова о том, что Березовский мог заказать убийство Листьева», «Слухи про убийство из-за рекламы — глупость. Листьев не мог сам принять решение, что рекламы не будет. Решение на самом деле принимал совет директоров ОРТ… Листьев был абсолютно управляем Березовским, при этом их отношения были очень тёплыми. Потому выстрелы, прозвучавшие 1 марта, никак не могли быть сделаны по инициативе олигарха»; Александр Любимов также считает, что причастность Березовского маловероятна.
Как отмечал Леонид Кравченко: «Во-первых, следствие же выявило, что он <Листьев> припрятал 4 миллиарда <неденоминированных> рублей… <в современном исчислении 4 млн рублей>. Ко мне приходили следователи как к опытному специалисту в области телевидения, который создавал „Взгляд“, вёл их… Я им сразу сказал: „Не ищите в этом никакой политики, всё дело в коммерции“. Суть же, по его мнению, в том, что Листьев „на полгода вообще отменил рекламу на первом канале… Дело в том, что вся реклама проходила через две посреднические фирмы Березовского и Лисовского. За полгода Березовский терял миллиарды! С момента официального объявления о том, что на первом канале прекращается реклама, прошло пять или шесть дней и Листьев был убит“».

### Подозреваемый № 2: Сергей Лисовский

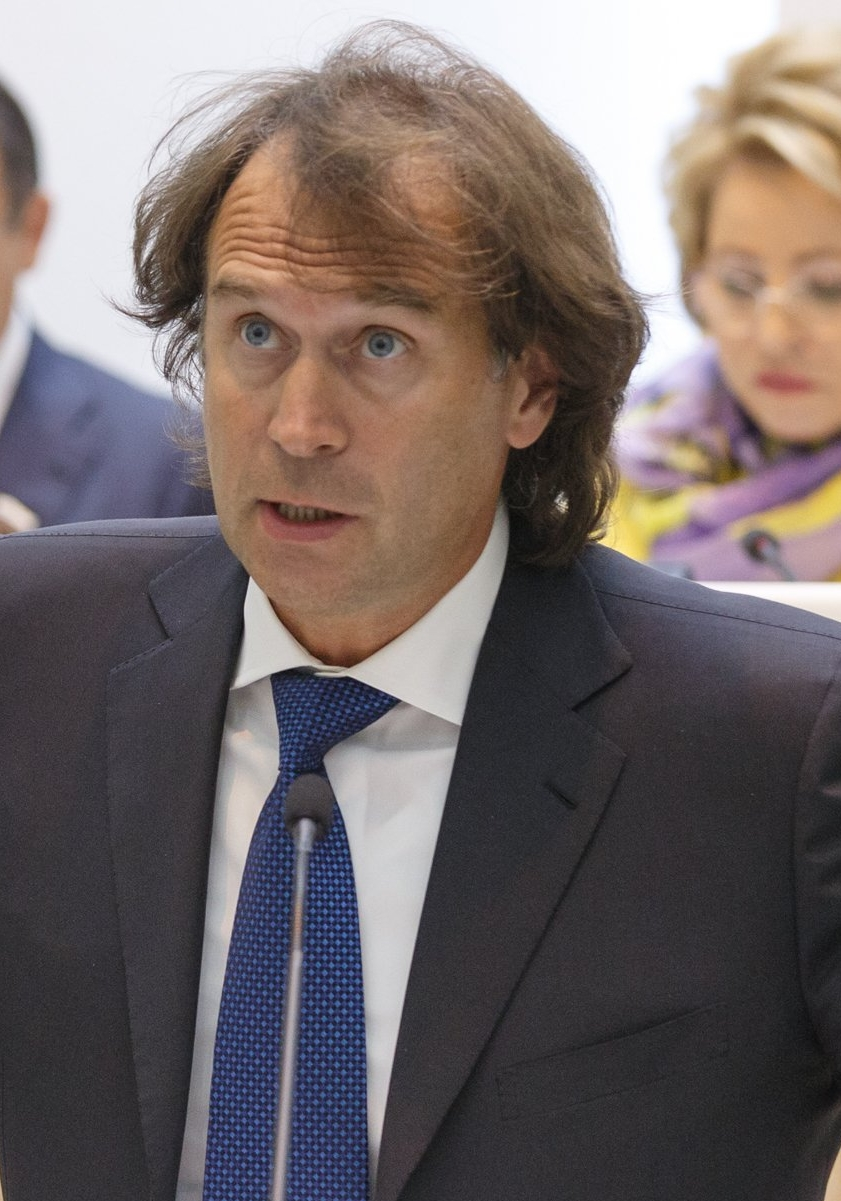
Сергей Лисовский в 2016 году

Согласно справке аудитора Счётной палаты РФ о результатах проверки финансово-хозяйственной деятельности РГТРК «Останкино» от октября 1995 года, в апреле 1994 года «с целью упорядочения рекламной деятельности» было создано АОЗТ «Реклама-Холдинг» с 30%-й долей компании «Останкино» в его уставном фонде. Соучредителями АОЗТ стали компании - рекламные агентства, скупавшие на телеканале большую часть рекламного времени в первом полугодии 1994 года: «Видеоинтернешнл», «Премьер СВ», «Максима», «Интервид», «Логоваз-пресс», студия «Остер». В справке аудитора утверждается, что президентом АОЗТ «Реклама-Холдинг» был зампредседателя РГТРК «Останкино» А. А. Дмитриев, однако по данным Энциклопедии ТАСС, президентом компании «Реклама-холдинг» с 1994 года являлся Сергей Лисовский. Фактически это АОЗТ было консорциумом рекламных агентств по продаже рекламного времени на 1-м канале Останкино, при этом наиболее влиятельными участниками консорциума ТАСС называет компании «Премьер СВ» Лисовского, «ИнтерВИД» Владислава Листьева, «ЛогоВАЗ-реклама» Бориса Березовского.
Размышляя о мотивах физического устранения Листьева и нитях, ведущих к Лисовскому, журналист Пол Хлебников в 1996 году цитировал главного охранника президента РФ Б. Н. Ельцина Александра Коржакова, утверждавшего, что приватизация 1-го канала Останкино состоялась зимой 1995 года по инициативе Бориса Березовского — одного из главных создателей ОРТ, члена первого совета директоров и фактического распорядителя телеканала. Березовский убедил в необходимости приватизации малосведущего в экономике и подверженного разным влияниям Ельцина. Олигарх распределил акции главного телеканала России вне конкурса. Среди акционеров ОРТ после приватизации оказались: сам Березовский, ещё 5 олигархов, приближенных к власти, телекомпания «ВиД», Ирена Лесневская и ряд других миноритариев.
Состав акционеров должен был символизировать для общества союз крупного бизнеса и творческой интеллигенции ради создания «великого телевидения России». Убедившись, что телевидение — это весьма затратное дело, в которое надо постоянно инвестировать, через полгода партнёры продали Березовскому свои акции, после чего он стал полновластным хозяином на ОРТ. К началу 1995 года, утверждал бывший генпрокурор Скуратов, телеканал ОРТ продавал компаниям-посредникам, прежде всего «Рекламе-холдинг» Лисовского, рекламное время оптом по 100 долларов за минуту, а посредники затем перепродавали рекламное время конечным клиентам-рекламодателям в розницу по многократно увеличенной цене. В результате такой практики основная прибыль поступала не телеканалу ОРТ, а оседала на счетах компаний-посредников, крупнейшей из которых был холдинг Лисовского.
В феврале 1995 года Березовский предложил увеличить цену рекламы на ОРТ со 100 долларов за минуту до 10 тыс. долларов за минуту (как в Лондоне), а для «привыкания» клиентов и посредников к новым расценкам — на 3 месяца вообще закрыть ОРТ для рекламы, что было беспрецедентным шагом. Это не могло устроить посреднические фирмы — поставщиков рекламы, поскольку рекламодатели (всемирные глобальные международные компании «Pepsi» и «Marlboro») не имели тогда адекватных объёмов продаж в России, чтобы столько платить. К тому же компании-посредники обязаны были исполнять уже действующие контракты по рекламе на ОРТ. На этой почве возник конфликт между Березовским и Лисовским, который при новых астрономических расценках грозился перераспределить свой рекламный бюджет с ОРТ на другие телеканалы, а это чревато ОРТ и Березовскому разорением. Однако реально осуществить угрозу диверсификации своего консолидированного рекламного пакета у Лисовского не было возможности, поскольку ОРТ в 1995 году находилось в России вне конкуренции, имело 90%-ю долю и охват телеаудитории (оставляя далеко позади на 1-м канале Останкино, РТР и НТВ). Уход рекламы с ОРТ на другие каналы уже за несколько дней, предшествовавших убийству Листьева, обернулся колоссальными потерями для всех — как для телеканала ОРТ, так и для компаний-посредников (главой крупнейшего посредника — консорциума «Реклама-холдинг», по данным ТАСС, был Лисовский), а также для самих клиентов-рекламодателей. Хлебников утверждал, что переговоры Листьева с главой «Рекламы-холдинга» Лисовским затянулись. 20 февраля 1995 года Листьев ввёл временный мораторий на все виды рекламы, пока ОРТ не разработает новые «этические нормы». Коржаков утверждал, что «отмена рекламы… означала лично для Лисовского… потерю миллионных прибылей».
По материалам книги Пола Хлебникова, в одном из докладов сотрудник столичного РУОПа отмечал, что Листьев опасался нападения и в конце февраля рассказал ближайшим друзьям, за что его могут убить. Когда он решил покончить с монополией на рекламу, к нему явился Лисовский и потребовал возместить ущерб в размере 100 миллионов долларов, пригрозив расправой. Листьев сказал, что нашёл европейскую компанию, которая готова платить за право распоряжаться рекламным временем на ОРТ гораздо больше — 200 миллионов долларов. Согласно Хлебникову, Листьев обратился к главному финансисту ОРТ Борису Березовскому с просьбой провести операцию по выплате 100 миллионов Лисовскому. Хлебников писал, что деньги были перечислены на счёт одной из компаний Березовского, и что Березовский пообещал перевести средства Лисовскому через три месяца.
4 апреля 2013 года на сайте журнала «Сноб» было размещено интервью журналиста Евгения Левковича с директором Первого канала Константином Эрнстом от 2008 года, где последний якобы утверждал, что Сергей Лисовский является заказчиком убийства Влада Листьева. После разразившегося скандала «Сноб» удалил материал со своего сайта, однако текст интервью с учётом его повышенной значимости был воспроизведён газетой «Коммерсантъ». Эрнстом подлинность центрального фрагмента текста (но не самого интервью) оспаривалась, аутентичной аудиозаписи ключевой цитаты журналистом представлено не было, Лисовский свою причастность к преступлению вновь отрицал.
31 июля 2013 года в эфире телеканала «Дождь» бывший генеральный прокурор России Юрий Скуратов, при котором проводилось расследование убийства Листьева, заявил, что версия о причастности Лисовского к убийству Листьева, приписываемая Эрнсту, близка к его собственной. 1 марта 2010 года, в 15-ю годовщину гибели Листьева, на Первом канале показан биографический документальный фильм «Владислав Листьев. Мы помним». Комментируя 15-летние безуспешные попытки следствия раскрыть преступление, Эрнст объявил, что у него есть собственная версия нераскрытого убийства, однако поскольку нет приговора суда, он не смог её озвучить.
Лисовский проходил одним из фигурантов по уголовному делу, его адвокатом выступал Анатолий Кучерена. Процессуальный статус Лисовского в деле — свидетель. Лисовский неоднократно упоминался в СМИ в связи с громким убийством, в рамках уголовного дела его не менее 5 раз подробно допрашивали и проверяли его показания, при этом Лисовский никогда не скрывался от следствия, что отличало его от предполагаемого оперативниками организатора убийства — авторитета Солнцевской ОПГ Игоря Дашдамирова и предполагаемых исполнителей, братьев Александра и Андрея Агейкиных. После отставки генпрокурора РФ Юрия Скуратова в 1999 году, при котором были выполнены главные следственные действия и установлен круг подозреваемых, в прессе вновь распространилась версия о причастности к преступлению четырёх основных фигурантов, первым из которых назывался Лисовский. По словам Скуратова, расследование тормозилось из Кремля, поскольку предполагаемый заказчик был спонсором президентской избирательной кампании Ельцина в 1996 году.
В феврале 2020 года бывший генпрокурор Скуратов подтвердил, что во многом верна трактовка событий, согласно которой Дашдамиров дал отмашку на устранение Листьева другому «бригадиру» Михаилу Кудину, а тот поручил это преступление братьям Агейкиным. Неясность, по мнению Скуратова, состояла лишь в том, кто заказал Дашдамирову убийство Листьева. Экс-генпрокуратор Скуратов сообщил также, что номер телефона Дашдамирова с указанием его блатной клички Душман был найден в записной книжке Лисовского, что следствие считало важной уликой. Вскоре после убийства Листьева Александр Агейкин погиб при загадочных обстоятельствах в Израиле; Лисовский, Дашдамиров и Андрей Агейкин по состоянию на 2020 год живут в Москве. В результате проведённого журналистского расследования Алексей Пивоваров (которому Лисовский отказался дать интервью) в 2020 году пришёл к выводу, что основная версия следствия и есть правда.
2 марта 2017 года на портале Russian Criminal была опубликована статья «Как и кто убил Владислава Листьева», которая, ссылаясь на данные расследования Интерпола, раскрывает имена предполагаемых заказчиков и организаторов преступления. Среди заказчиков фигурируют член Совета Федерации Сергей Лисовский и медиаменеджер Борис Зосимов. Организацией исполнения физического устранения Листьева, согласно этой версии, занимались члены Солнцевской ОПГ.
Позиция Лисовского, изложенная им в марте 2020 года, состояла в том, что контракты на размещение рекламы на 1-м канале Останкино заключал его фактический владелец Березовский, а шоумен Листьев в плане бизнеса являлся номинальной фигурой, зависимым от олигарха наёмным работником, творческим деятелем, не обладавшим реальной управленческой и распорядительной властью, — вследствие чего мотива на устранение Листьева у Лисовского объективно не было, а само убийство телеведущего ничем не могло быть полезно бизнесу Лисовского. Факт наличия контактов предполагаемого организатора преступления Игоря Дашдамирова по кличке Душман в своём телефоне Лисовский не отрицал, поясняя характерной атмосферой середины 1990-х годов, когда крупные бизнесмены, банкиры, представители криминалитета и даже министры общались в одном кругу, вместе обедали в одних ресторанах, вместе развлекались в одних и тех же клубах. По мнению Лисовского, вполне возможно, что заказчиками убийства были люди из ближайшего телевизионного окружения Листьева, другой вероятной версией он назвал сторонний бизнес Листьева, не связанный с телевидением. Лисовский не исключал, что уголовное дело будет доведено до конца и общественность узнает имена преступников, а помочь этому может непредсказуемый случай — если кто-то из ныне живущих участников преступной цепочки в силу самых разных причин вдруг даст следствию ценные показания.

### Подозреваемый № 3: Александр Коржаков
Александр Литвиненко, бывший подполковник ФСБ, в своей книге «Лубянская преступная группировка» косвенно обвинял Александра Коржакова в организации убийства Листьева. Согласно Юрию Фельштинскому и Владимиру Прибыловскому, высшие офицеры КГБ/ФСК Александр Коржаков и Александр Комельков организовали убийство Листьева руками Солнцевской братвы. Авторы подразумевают, что мотивом убийства было сокрытие кражи доходов от телерекламы и направления этих средств на кампанию выбора в президенты России Олега Сосковца. Авторы пишут, что Коржаков организовал покушение на Березовского и, после неудачной попытки, обвинил Березовского в убийстве Листьева.
В декабре 1999 года такую же версию озвучил и Борис Березовский.

### Альтернативные версии
«Поскольку Влад начал немножко борзеть и не во всём внимал новому работодателю — Березовскому, то Берёза попросил Бадри, чтобы тот Листа припугнул. Бадри нашёл отморозков, которые, видимо, сказали себе, что за эти деньги мы не то, что изжоги наведем, а просто грохнем. И "перевыполнили план"»
- После убийства Листьева ряд преступников (около 10 человек) признавался в его убийстве, но потом они отказывались от своих показаний. Например, в убийстве Листьева признался подозреваемый в убийстве депутата Госдумы Юрия Полякова, но затем он отказался от показаний[55]. В убийстве Листьева признавался бандит Иван Вывчий, однако на первых же допросах стало ясно, что он оговорил себя из-за материального интереса[5].
- Так называемая «семейная» версия о причастности к убийству супруги Листьева, Альбины Назимовой, также существует[56]. Существовали сведения о том, что Листьев хотел развестись со своей супругой, и это могло послужить мотивом для убийства (Е. Додолев: «Аля дала понять видовцам, что в случае развода отсудит акции Листа, 16,43 % <телекомпании ВиД>»[54]); после убийства отмечались странные несоответствия в показаниях и поведении Альбины Назимовой. Однако популярностью эта версия никогда не пользовалась. Дочь Владислава Листьева от первого брака, Валерия Листьева в дальнейшем давала негативные характеристики Альбине Назимовой[57].
- Согласно Хлебникову, Березовский попросил Ирену Лесневскую, подругу жены Ельцина и одного из главных продюсеров Первого канала, выступить вместе с ним. Хлебников написал, что Лесневская обвинила в убийстве Влада Листьева Владимира Гусинского, мэра Москвы Юрия Лужкова и ФСК. Хлебников писал, что после убийства правоохранительные органы ни разу не допрашивали Гусинского по делу об убийстве[22].
- Евгений Додолев утверждает, что Листьева в тот день вообще не собирались убивать, а лишь хотели припугнуть, но «перестарались»[58]. Однако Валерия Листьева критически относится к этой версии: «Была даже версия, что хотели попугать два разных человека и оба в этот день прислали убийц. И они друг друга не поняли. Но, как сказал нам следователь, папа узнал кого-то из убийц, человек никогда не оборачивается, если ему угрожает опасность, а на следственном эксперименте выяснили, что папа обернулся, и в этот момент произошел второй выстрел. Первый попал в руку, а потом контрольный — в голову. Так не пугают, а заканчивают убийство»[57].
- В 2010 году Борис Березовский обвинил Владимира Путина (вице-мэра Санкт-Петербурга в 1995 году) в убийстве, но не привёл даже гипотетических мотивов подобной версии[59][60][61][62].
- По мнению Сергея Доренко, Листьева убили мелкие криминальные авторитеты, однако следствие сосредоточилось лишь на крупных фигурах и поэтому время было упущено[63].
- По мнению Александра Любимова (2016 год):

Единственная версия, которая может вписаться в какую-то логику, – это то, что убийство Листьева ритуальное. До Бадри Патаркацишвили они дотянуться не могли, потому что он слишком сильный, а может, и боялись его убить. И вот убийцы решили пойти простым путем, чтобы просто дать понять Патаркацишвили и Березовскому, что они чем-то недовольны.

## Перспективы раскрытия
«Я думаю, что это убийство относится к разряду убийств, которые никогда не будут раскрыты. Ну, это последняя точка для народа. Для тех структур, которые продолжают убивать, — это не последняя точка».
В 2007 году журналистка Лариса Кислинская рассказывала о своих беседах с некоторыми представителями следствия. Они сказали ей, что нынешней власти пока невыгодно разглашение правды об убийцах Владислава Листьева, а пока не будет дано разрешение сверху, убийство Листьева раскрыто никогда не будет. Схожее мнение высказывает Андрей Макаров, по словам которого, данное убийство никогда не будет раскрыто.
В октябре 2009 года расследование убийства Листьева было поручено следователю Лёме Тамаеву. «Точку в этом деле рано ставить, оно не подлежит прекращению. Расследование уголовного дела приостановлено, при этом даны поручения оперативным службам, и, как только появится значимая информация, следствие будет возобновлено, так что работа продолжается», — пояснил 15 января 2013 года официальный представитель Следственного комитета РФ Владимир Маркин.
В 2013 году Александр Невзоров сказал, что «это не Лисовский» и что «все знают», кто совершил убийство Листьева, но молчат, потому что «так а кому от этого лучше будет?».
В 2015 году бывший генпрокурор Юрий Скуратов в своём интервью сообщил: «Следователь Пётр Трибой вплотную подошел к исполнителям, организатору и заказчику преступления. Это было видно хотя бы по тому, что ему начали поступать угрозы. Трибою оставалось только систематизировать эти персоналии, закрепить доказательства. Но тогда в ситуацию вмешался Кремль, я был снят с должности генпрокурора, а обвинения так никому и не предъявлены… <…> Если бы (гендиректор „Первого канала“) Эрнст сказал тогда на следствии то, что сейчас сообщил журналисту, убийство, возможно, было бы раскрыто ещё много лет назад».
В фильме-расследовании «Листьев. Новый взгляд» (2020) по результатам анонимного голосования окружения Листьева — друзей, коллег и родственников — составлен список вероятных интересантов преступления. Среди упоминаемых лиц — коллега Листьева по «Взгляду» Александр Любимов, неназванный по имени «обманутый муж» (ранее никогда не фигурировал в публичных расследованиях), «криминал, стоящий за одним из рекламных агентств», рекламный магнат, затем член Совета Федерации РФ Сергей Лисовский и бизнесмен Борис Березовский.
В конце февраля 2020 года к 25-й годовщине гибели журналиста вышли несколько документальных фильмов с воспоминаниями коллег и друзей Листьева и обсуждением версий убийства. 1 марта стало известно, что авторы трёх документальных фильмов Ксения Собчак, Алексей Пивоваров и Родион Чепель обратились в Следственный комитет России и Генеральную прокуратуру РФ с просьбой вернуть дело об убийстве Владислава Листьева в производство в связи с тем, что «у следствия есть вся необходимая информация об исполнителях и заказчиках преступления».

## Отклики
Убийство Листьева вызвало многочисленные отклики известных творческих деятелей и политиков. Среди них — Андрей Макаревич, Геннадий Зюганов, Татьяна Миткова, Дмитрий Киселёв, Олег Добродеев, Алексей Герман, Эдуард Сагалаев, Виктор Черномырдин, Булат Окуджава; Эдуард Шеварднадзе, Федерико Майор. С осуждением убийства Владислава также выступило радио BBC, Международное французское радио, бывший президент США Джимми Картер и многие другие. В Германии видеосюжетом об убийстве Владислава Листьева открылся премьерный выпуск ночной информационной программы «Nachtmagazin» телеканала Das Erste, вышедший в эфир через несколько часов после совершения убийства; в его заставке были также использованы кадры любительской съёмки, сделанные друзьями Листьева через два часа после убийства.
Александр Кондрашов в своей рецензии («Литературная газета») на книгу «Влад Листьев. Пристрастный реквием», отметил, что «в его смерти так или иначе были заинтересованы (виновны) многие. Его хотели убить и убивали все, начиная с него самого».

## Документальные фильмы
- «Влад Листьев, Вспомнить все» (Первый канал, 1 марта 2005)
- «Убийство Листьева» (Совершенно секретно, 9 мая 2007)
- «Владислав Листьев. Мы помним» (Первый канал, 1 марта 2010)
- «Влад Листьев. Взгляд через 20 лет» (Первый канал, 1 марта 2015)
- «Прощание. Влад Листьев» (ТВЦ, 1 марта 2016)
- «Влад Листьев. Жизнь быстрее пули» (Первый канал, 10 мая 2016)
- "Расследование Эдуарда Петрова. «Владислав Листьев. Неоконченное расследование» (Россия 24, 2 марта 2019)
- «Легенды телевидения: Владислав Листьев» («Звезда», 16 января 2020)
- «25 лет спустя: Кто убил главную звезду нового русского ТВ?» (Фильм Алексея Пивоварова, YouTube-канал «Редакция», RTVI, 20 февраля 2020)
- «Листьев. Новый взгляд» (Фильм Родиона Чепеля, YouTube-канал «КиноПоиск» и стриминговый сервис КиноПоиск HD, 25 февраля 2020)
- «Влад Листьев: ТВ, которое убили» (фильм Ксении Собчак, YouTube-канал «Осторожно, Собчак!», 26 февраля 2020)
- «Памяти Влада Листьева» (Первый канал, 29 февраля 2020)
- «Влад Листьев. Зачем я сделал этот шаг?» (Первый канал, 1 марта 2020)
- «Альбина Назимова. 25 лет без Листьева» (Проект Катерины Гордеевой, YouTube-канал #ещенепознер, 1 марта 2020)
- «Владислав Листьев. Убийственный „Взгляд“» (ТВЦ, 28 июня 2022)
- «Влад Листьев. Улыбка на память» (Первый канал, 1 марта 2025)
- «Час пик Влада Листьева» (Первый канал, 1 марта 2025)
- «Влад Листьев. Человек, изменивший телевидение» («Сегодня вечером», Первый канал, 1 марта 2025)

## Художественные фильмы
- 2015 — «Неподсудные», 5 серия

## Книги
- «Час пик. Кто убил Влада Листьева?» (В. Иванов, М. Лерник, 1995)
- Владимир Белоусов. Кто убил Влада Листьева : факты, версии, аргументы. — Современная литература, 1995. — 424 с.
- Скуратов Ю. И. Кто убил Влада Листьева?. — М.: Эксмо: Алгоритм, 2011. — 301 с. — ISBN 978-5-699-49462-0.
- «Убийство Листьева. Расследование, ставшее неактуальным. Признание следователя» (Петр Трибой, 2017)[2]